# John Opie
John Opie (Truro, Anglaterra, 16 de maig de 1761 - Londres 6 d'abril de 1807) fou un pintor anglès molt apreciat en la seva època pels seus retrats, encara que també conegut pels seus quadres històrics.

## Biografia

### Joventut
Opie va néixer a Sant Agnes, un districte miner, a prop a la ciutat de Truro al comtat de Cornualla, Anglaterra. De ben petit es va interessar pel dibuix,t però així mateix tenia inclinacions acadèmiques. A l'edat de dotze anys havia aconseguit obtenir el títol acadèmic en Euclides i va inaugurar una escola nocturna d'aritmètica i escriptura. Abans que transcorregués molt de temps, ja havia obtingut el reconeixement local pels seus retrats. El 1780 va viatjar a Londres, sota el mecenatge del doctor John Wolcot (conegut com el poeta Peter Pindar). Va contreure matrimoni amb Amelia Opie, la qual esdevindria una notable escriptora.
Opie va ser presentat davant la societat com "La meravella de Cornualla" (en anglès "The Cornish Wonder"), per definir-lo com un geni autodidacta. La seva presència va causar tanta sensació, que les carrosses de persones riques bloquejaven l'avinguda on residia, i per molt temps els seus retrats van ser altament sol·licitats, però aquest nivell de popularitat no va durar molt de temps.

### Carrera artística
Opie va decidir millorar les seves tècniques i va començar a treballar amb James Northcote, el qual va expressar: «Alguns artistes pinten per viure; Opie viu per pintar». Al mateix temps, Opie va decidir millorar la seva educació amb estudis de llatí, francès, i literatura anglesa. A més, va resoldre polir les seves maneres provincials, barrejant-se en cercles d'individus cultes i acadèmics. El 1786 va exhibir la seva primera obra d'art històrica, L'assassinat de Jaume I d'Anglaterra, i l'any següent Assassinat de Rizzio. Aquesta última obra pictòrica va ser reconeguda amb molt bona crítica, i Opie va ser triat immediatament per ser associat de la Royal Academy, i va convertir-se'n en membre el 1788. Així mateix, se li va encarregar que pintés cinc temàtiques artístiques per a la Galeria Boydell Shakespeare, basades en l'obra del dramaturg William Shakespeare. Aquestes pintures van ser publicades en la primera edició il·lustrada Boydell de l'obra de Shakespeare.

## Galeria

John Opie's paintings
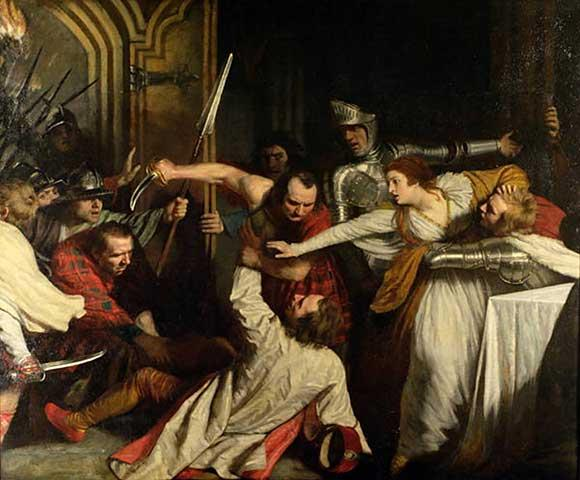
The Murder of Rizzio, 1787
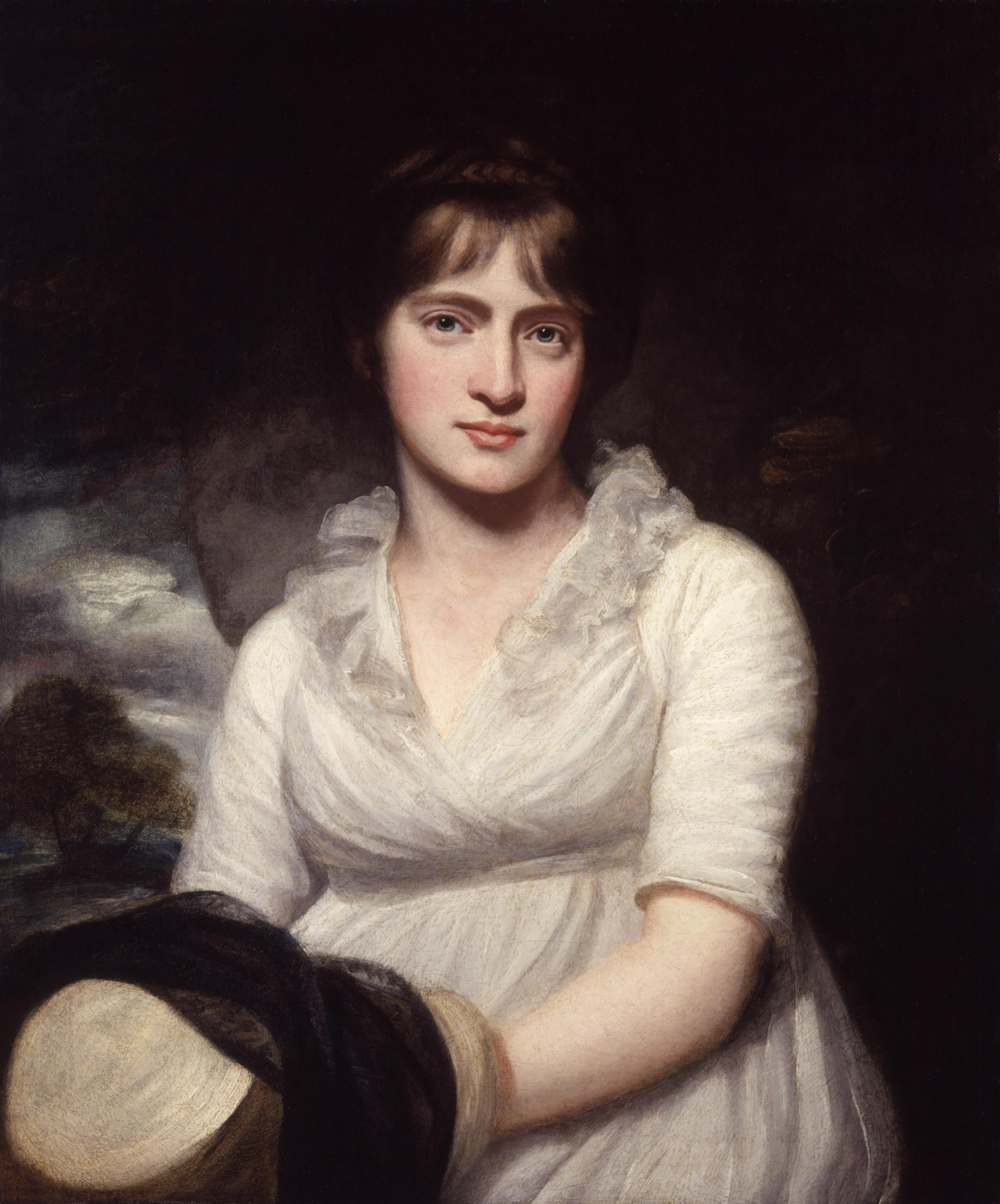
Amelia Opie, 1798
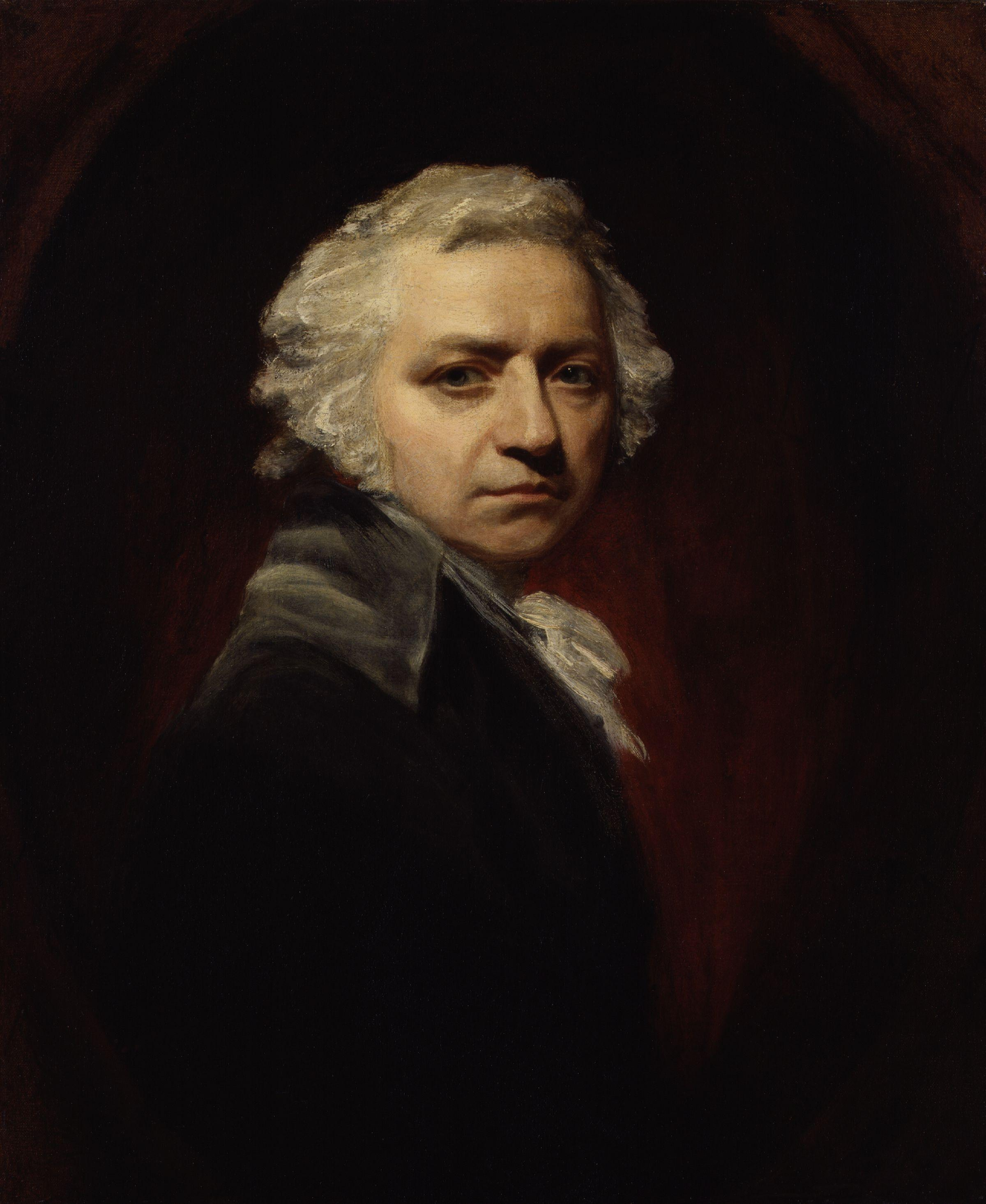
Henry Fuseli
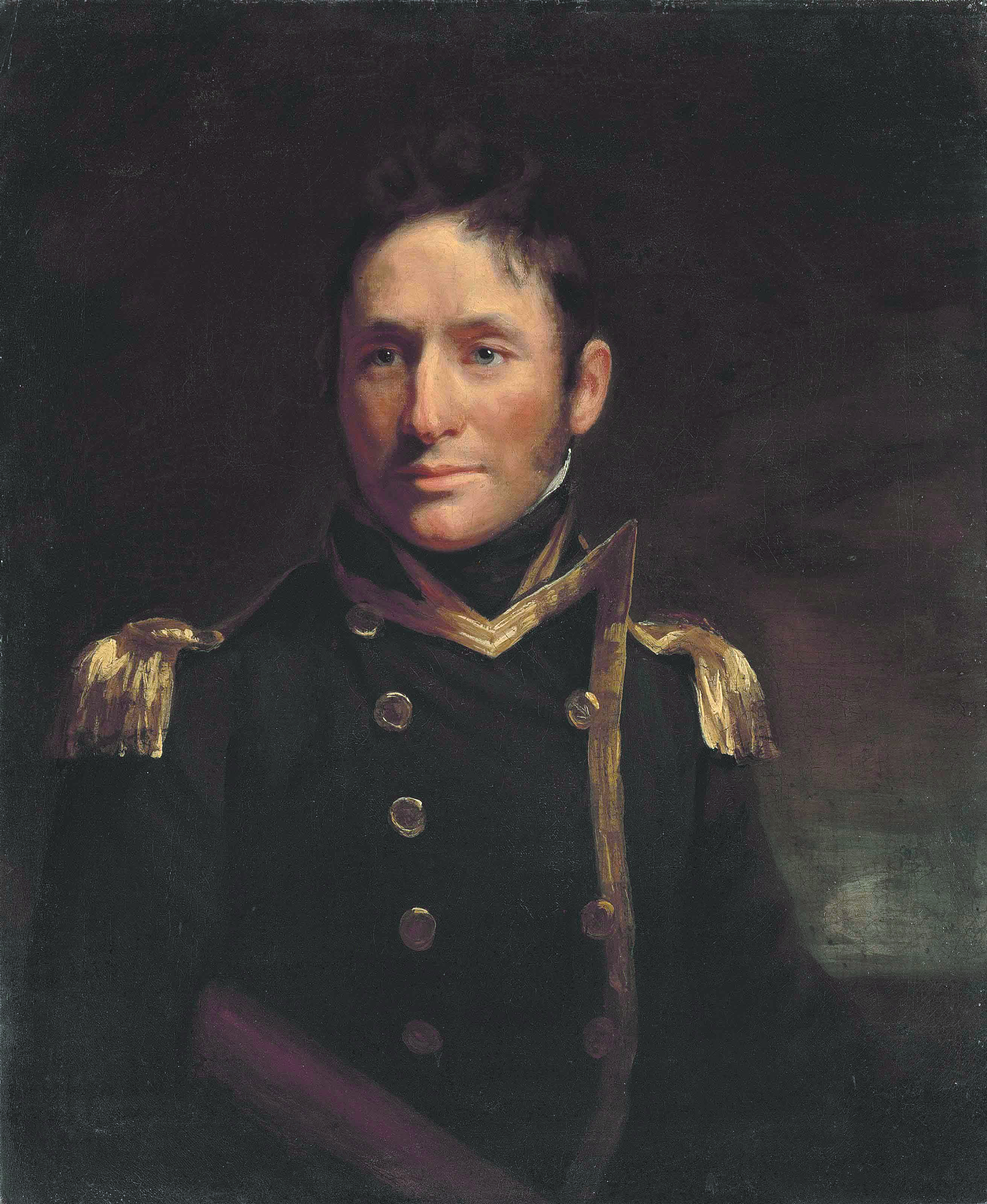
Philip Beaver, c.1805
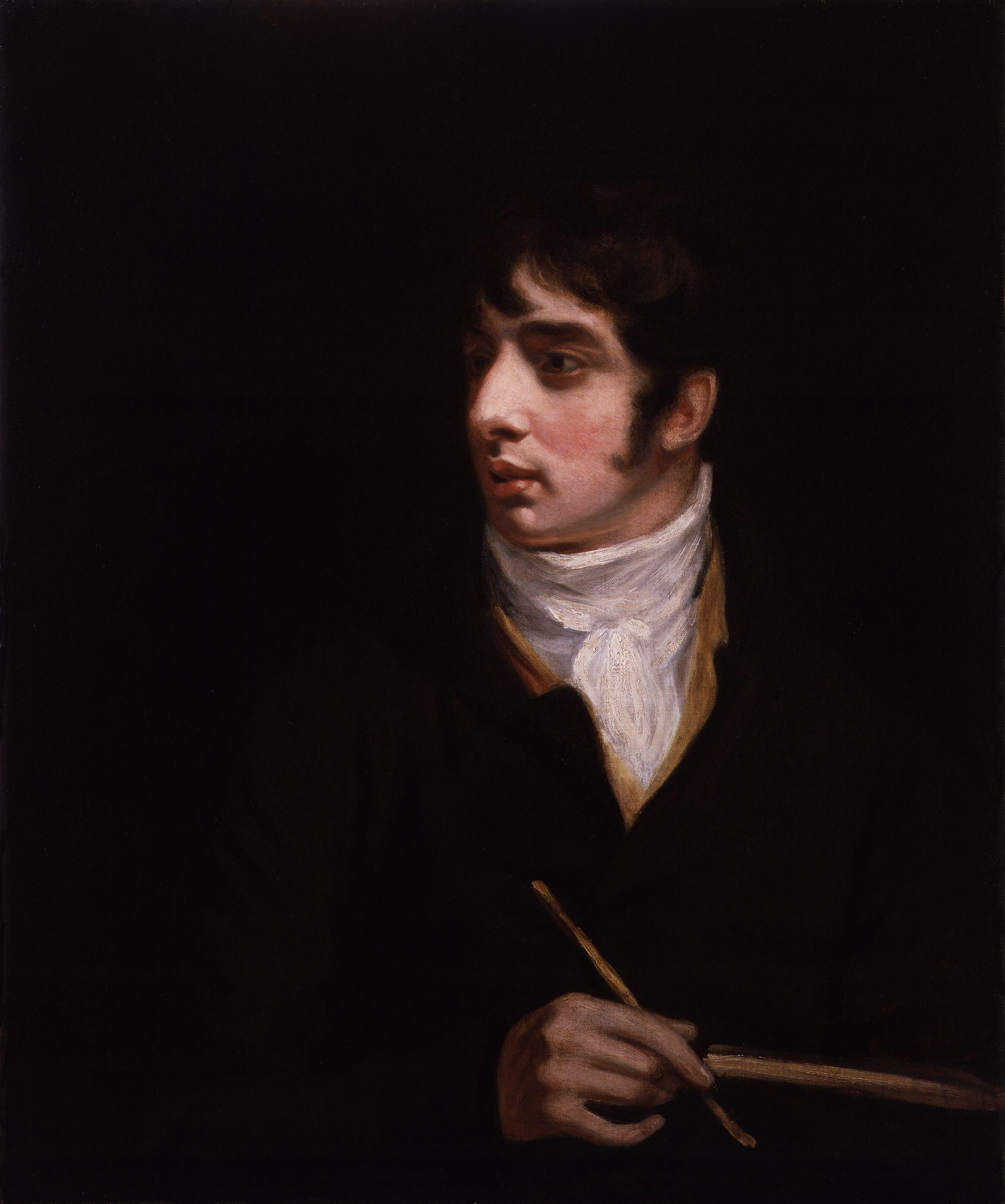
Thomas Girtin